# Eve Torres
Eve Torres Gracie (născută Eve Marie Torres; pe 21 august 1984) este o dansatoare, fotomodel și luptătoare profesionistă de wrestling. Este cunoscută în special pentru perioada în care a activat în WWE sub numele Eve Torres sau simplu Eve.

## Biografie
Eve Torres s-a născut la 21 august 1984. Ea lucrează pentru Compania WWE în brandul Raw. Ea este de două ori WWE Campioană a Divelor.
Torres a început cariera ca model și dansatoare. În 2007, ea a participat la concursul Diva Search unde a câștigat un contract cu WWE. Ea a apărut pentru prima dată cu privire la programarea WWE ca un reporter de culise în 2008, și, de asemenea, a apărut în non-wrestling concursuri, cum ar fi concursuri bikini și concursuri de dans. Mai târziu a devenit un wrestler full-time în 2009, și a fost implicată în certurile cu Michelle McCool, Layla și Natalya. În aprilie 2010 a câștigat pentru prima dată titlul de Campioană a Divelor. La Royal Rumble 2011 a câștigat pentru a doua oară titlul de Campioană a Divelor. Domnia a doua a durat până în aprilie 2011. După aceea, ea a început să o însoțească pe Kelly Kelly în timpul meciurilor ei ca și Campioană a Divelor.

## Dansuri și cariera în modeling
În timp ce participa la Universitatea din California de Sud (USC), Torres a apărut în reclame și videoclipuri muzicale.  Torres a fost co-căpitan al echipei de dans Fly Girls USC și a creat o mare parte din coregrafia acestora.

## Cariera Profesională în Wrestling
World Wrestling Enterteinment ( 2007)
WWE Diva Search ( 2007)
În mai 2007, Torres a intrat în WWE Diva Search.  Ea a fost aleasă de către funcționarii WWE ca fiind una dintre cele opt finaliste dintr-un grup de 50. La data de 29 octombrie 2007, în Philadelphia în direct la Raw, ea a fost încoronată ca și câștigătoarea concursului Diva Search 2007. După ce a câștigat, ea a început pregătirea pentru debutul luptei în teritoriul de dezvoltare WWE, Florida Championship Wrestling. 
La ediția din 5 aprilie de Raw Eve a câștigat un concurs de cea mai impresionantă rochie și a devenit numărul unu ca și pretendent la centura Divelor care o deținea Maryse. La următorul episod din Raw ea a reușit să o învingă pe Maryse și a devenit pentru prima dată Campioană a Divelor. Ea a pierdut centura într-un meci în 4 din care a ieșit învingătoare Alicia Fox.
La Royal Rumble pe 30 ianuarie 2011, directorul general din Raw a adăugat-o pe Eve într-un meci în 4 pentru centura Divelor
împotriva lui Natalya, Layla și Michelle Mc Cool de unde Eve a câștigat pentru a doua oară Centura Divelor. Eve a pierdut în fața lui Brie Bella în data de 11 aprilie la o ediție din Raw.

## Feudul cu Gemenele Bella și alianța cu Kelly Kelly (2011–12)
Pe 20 iunie la o ediție de Raw Publicul a votat cu cine se va înfrunta Brie Bella pentru centura ei, dar Eve a pierdut prin urmare publicul a votat-o mai mult pe Kelly Kelly. Pe 4 iulie la o ediție de Raw Kelly Kelly a făcut echipă cu Eve pentru a le înfrânge pe Gemenele Bella. La meciul de la Bani în Bancă al lui Kelly Kelly cu Brie Bella pentru centura Divelor , Eve a stat în colțul lui Kelly pentru a nu interveni Nikki în meciul lor, de acolo Kelly Kelly a ieșit învingătoare și a câștigat centura Divelor pentru prima dată. Pe 8 august Eve a avut meci cu Beth Phoenix dar nu a reușit să îl câștige. La 15 august la ediția de Raw, Eve a făcut echipă cu Kelly Kelly pentru a le înfrânge din nou pe Gemenele Bella. O săptămână mai târziu, pe 22 august, la Raw Eve, a învins-o pe Nikki Bella într-un meci simplu. În 2012 ea s-a îndrăgostit de Zack Ryder, dar în scurt timp a dovedit că doar se folosea de el. Când Zack a fost accidentat de către Kane, Eve a fost salvată de către John Cena pe care l-a sărutat în fața lui Zack care i-a adus flori. La următorul raw Eve le-a dezvăluit gemenelor Bella că se folosea de Zack pentru a ajunge la Cena, așa a ajuns Eve să i se pună porecla HOSKI. Apoi ea a devenit vicepreședintele companiei când Laurinatis a devenit manager permanent în raw și smackdown .Ea le-a concediat pe gemenele Bella și pe Big Show care totuși a fost reangajat de John Laurinatis.

## Retragere
Eve Torres s-a retras la începutul lui 2013 după ce a pierdut titlul Divelor în fața lui Kaitlyn.

## Alte mass-media
În august 2008, Eve, împreună cu colegele ei Maria și Candice Michelle, au apărut într-un episod din Sunset Tan. La 2 octombrie 2008 Eve și Maria au apărut într-un episod special din Magic’s Biggest Secrets Finally Revealed. Eve, împreună cu Maryse și Michelle McCool, au apărut în ianuarie 2009 în revista Muscle & Fitness. Eve a apărut pe 3 noiembrie 2009 într-un episod din Deal or No Deal cu Maria și Dolph Ziggler. La 1 iulie Eve a fost fata de pe coperta revistei Muscle and Performance. 
| Televiziune | Televiziune                              | Televiziune  | Televiziune                            |
| An          | Titlu                                    | Rol          | Note                                   |
| ----------- | ---------------------------------------- | ------------ | -------------------------------------- |
| 2005        | Show Me The Money                        | Ea însăși    | [ 3 ]                                  |
| 2007        | The Best Damn Sports Show Period         | Ea însăși    |                                        |
| 2008        | Sunset Tan                               | Ea însăși    | [ 7 ]                                  |
| 2008        | Magic's Biggest Secrets Finally Revealed | Ea însăși    | [ 8 ]                                  |
| 2009        | Deal or No Deal                          | Ea însăși    | [ 9 ]                                  |
| 2012        | Extreme Makeover: Weight Loss Edition    | Ea însăși    | Special edition of "Diva's Boot Camp"  |
| 2012        | Stars Earn Stripes                       | Ea însăși    | Competed for the "USO" charity; Winner |
| 2012        | Attack of the Show                       | Ea însăși    |                                        |
| 2012        | The Soup                                 | Ea însăși    | [ 11 ]                                 |
| 2014        | Matador                                  | Reyna Flores | [ 12 ]                                 |

| Film | Film                             | Film      | Film   |
| An   | Titlu                            | Rol       | Note   |
| ---- | -------------------------------- | --------- | ------ |
| 2013 | Queens of the Ring               | Ea însăși |        |
| 2015 | Scorpion King 4: Quest for Power | Chancara  | [ 13 ] |
| 2015 | Skiptrace                        | TBA       |        |

## Viața personală
Eve Torres sa născut în Boston, Massachusetts, dar a crescut în Denver, Colorado și este de fond american nicaraguan. Ea are un frate mai mic, Phillip, care a apărut la "Ești mai deștept decât un elev de clasa cincea" în octombrie 2008 și a câștigat 100.000 de dolari. 
Eve este antrenată în Jiu-jitsu brazilian și deține o centură albastră de la Gracie Jiu-Jitsu Academy din Torrance, California. Eve Torres, de asemenea, participă și la kickboxing.
Torres s-a căsătorit cu Rener Gracie în aprilie 2014. Ea a dat naștere primului lor copil, un băiat, pe care l-au numit Raeven Gracie, pe 28 septembrie 2015.

## În Wrestling
- Manevra de final
  - Evesault (Moonsault) 2009 – prezent
  - Torres Wheel
- Wrestlerii menajați
  - Cryme Time
  - Chris Masters
  - R-Truth
  - Kelly Kelly
- Melodii de intrare
  - Pop Energia de Jim Johnson (2007-2008)
  - She Looks Good de Jim Johnson (2011 – prezent)

## Campionate și Realizări
Clasată pe locul #5 din cele mai bune 50 de luptătoare din clasamentul PWI 2010
World Wrestling Entertainment /WWE
WWE Campioană a Divelor ( de 2 ori)
WWE Diva Search (2007)